# Liste der Baudenkmäler in Altfraunhofen
Auf dieser Seite sind die Baudenkmäler in der niederbayerischen Gemeinde Altfraunhofen zusammengestellt. Diese Tabelle ist eine Teilliste der Liste der Baudenkmäler in Bayern. Grundlage ist die Bayerische Denkmalliste, die auf Basis des Bayerischen Denkmalschutzgesetzes vom 1. Oktober 1973 erstmals erstellt wurde und seither durch das Bayerische Landesamt für Denkmalpflege geführt wird. Die folgenden Angaben ersetzen nicht die rechtsverbindliche Auskunft der Denkmalschutzbehörde.

## Baudenkmäler nach Ortsteilen

### Altfraunhofen
| Lage                                                                   | Objekt                                                       | Beschreibung | Akten-Nr.             | Bild |
| ---------------------------------------------------------------------- | ------------------------------------------------------------ | --- | --------------------- | --- |
| Hauptstraße 5 (Standort)                                               | Katholische Pfarrkirche St. Nikolaus, Kapelle und Ummauerung | Saalkirche, spätbarocke/frühklassizistische Anlage, Gliederung des Langhauses mit halbrund geschlossenem Chor durch Doppellisenen und hohe Fenster, Attikazone mit Okuli, südwestlich Turm mit Haubenabschluss, Turm bis Firsthöhe mittelalterlich, eingezogener Aufsatz spätbarock, nach Zerstörung des mittelalterlichen Vorgängerbaus Wiederaufbau durch den Landshuter Stadtmaurermeister Johann Thaddäus Leitner 1791/92 unter Einbezug älterer Fragmente; mit Ausstattung Ehemalige Friedhofskapelle, Lourdeskapelle, zweigeschossige Anlage, Gliederung durch Fenster und Blindfenster mit geschweiftem Sturz, erste Hälfte 18. Jahrhundert; mit Ausstattung Friedhofsummauerung mit sechs Kapellennischen, Ende 18. Jahrhundert | D-2-74-114-1 Wikidata | weitere Bilder |
| Hauptstraße 20 (an der Schulstraße) (Standort)                         | Bildstock                                                    | Kleiner massiver Bau mit Zeltdach und Bildnische, Ende 18. Jahrhundert, später überformt | D-2-74-114-4 Wikidata | Bildstock |
| Schloßinselstraße 12 (auf einer Halbinsel der Kleinen Vils) (Standort) | Schlossruine                                                 | Schloss 1858 abgetragen; erhaltene Reste des Torbaus, Ziegelmauerwerk, 15. Jahrhundert. | D-2-74-114-2 Wikidata | [[Vorlage:Bilderwunsch/code!/O:Schloss Altfraunhofen!/C:48.4504,12.16843!/D:Schloßinselstraße 12 (auf einer Halbinsel der Kleinen Vils), Schlossruine!/\|BW]] |
| Wambacher Straße 17 (Standort)                                         | Kapelle einer Hofanlage                                      | An Nebengebäude angegliedert, kleiner massiver Satteldachbau mit östlich vorgesetztem Dachreiter, vor 1836; mit Ausstattung | D-2-74-114-3 Wikidata | Kapelle einer Hofanlage |

### Ankam
| Lage                                                              | Objekt        | Beschreibung | Akten-Nr.             | Bild      |
| ----------------------------------------------------------------- | ------------- | --- | --------------------- | --------- |
| Haus Nr. 2 (Standort)                                             | Wohnstallhaus | Zweigeschossiges Gebäude mit Flachsatteldach, mit Blockbau-Obergeschoss, Traufschrot und zwei Giebelschroten, 18. Jahrhundert | D-2-74-114-5 Wikidata | BW        |
| Südlich von Ankam an der Geisenhausener Str. (St 2054) (Standort) | Bildstock     | Kleiner massiver Bau mit Bildnische und Zeltdach, Ende 18. Jahrhundert                                                        | D-2-74-114-6 Wikidata | Bildstock |

### Hanigey
| Lage                  | Objekt                                       | Beschreibung | Akten-Nr.             | Bild |
| --------------------- | -------------------------------------------- | --- | --------------------- | ---- |
| Haus Nr. 1 (Standort) | Wohnstallhaus eines Dreiseithofs und Kapelle | Zweigeschossiges Gebäude mit Flachsatteldach, Blockbau-Obergeschoss und Traufschrot, neugotische Putzverzierungen, Mitte 19. Jahrhundert, im Kern erste Hälfte 18. Jahrhundert Zugehörige Kapelle des Hofs, kleiner ziegelsichtiger Bau mit Satteldach, neugotisch, 1902; mit Ausstattung | D-2-74-114-8 Wikidata | BW   |

### Hotelkam
| Lage                  | Objekt                                      | Beschreibung | Akten-Nr.             | Bild |
| --------------------- | ------------------------------------------- | --- | --------------------- | ---- |
| Haus Nr. 3 (Standort) | Wohnstallhaus eines Dreiseithofs mit Stadel | Eingeschossiges Gebäude mit Steildach, bezeichnet „1875“ Traidkasten, Satteldachbau in Blockbauweise, mit Schrot, 1792 | D-2-74-114-9 Wikidata | BW   |

### Lehen
| Lage                  | Objekt        | Beschreibung | Akten-Nr.              | Bild |
| --------------------- | ------------- | --- | ---------------------- | ---- |
| Haus Nr. 2 (Standort) | Wohnstallhaus | Zweigeschossiges Gebäude mit Flachsatteldach, Blockbau-Obergeschoss und Traufschrot, Ende 18./Anfang 19. Jahrhundert | D-2-74-114-10 Wikidata | BW   |

### Neutzkam
| Lage                  | Objekt             | Beschreibung                                                                                  | Akten-Nr.              | Bild |
| --------------------- | ------------------ | --------------------------------------------------------------------------------------------- | ---------------------- | ---- |
| Haus Nr. 9 (Standort) | Zugehöriger Stadel | Ziegelbau mit Flachsatteldach, mit Schüttboden im Dachraum, südlich geschweifter Giebel, 1869 | D-2-74-114-11 Wikidata | BW   |

### Oberheldenberg
| Lage                          | Objekt                       | Beschreibung | Akten-Nr.              | Bild |
| ----------------------------- | ---------------------------- | --- | ---------------------- | ---- |
| Südlich Haus Nr. 7 (Standort) | Katholische Kirche St. Jakob | Saalkirche, kleiner spätromanischer Bau mit eingezogenem quadratischem Chor, um 1280, Dachreiter über Chor später angebracht; mit Ausstattung | D-2-74-114-12 Wikidata | BW   |
| Haus Nr. 3 (Standort)         | Zugehöriges Nebengebäude     | Flachsatteldachbau mit Blockbau-Traidboden und Traufschrot, 18./19. Jahrhundert                                                               | D-2-74-114-14 Wikidata | BW   |

### Wörnstorf
| Lage                  | Objekt                                                       | Beschreibung | Akten-Nr.              | Bild |
| --------------------- | ------------------------------------------------------------ | --- | ---------------------- | ---- |
| Haus Nr. 8 (Standort) | Katholische Kirche St. Stephan                               | Saalkirche, spätgotische Anlage, Gliederung durch Dachfries, am Chor Dreiecklisenen, südlich Chorflankenturm, fünfgeschossiger Sattelturm mit Treppengiebel, mit Spitzbogenblenden, zweite Hälfte 15. Jahrhundert mit Fragmenten älteren Mauerwerks, Langhaus 1923 um zwei Joche erweitert; mit Ausstattung | D-2-74-114-17 Wikidata | BW   |
| Haus Nr. 9 (Standort) | Ehemaliges Wohnstallhaus eines Dreiseithofs mit Nebengebäude | Zweigeschossiger Satteldachbau, mit Geschoss- und Putzgliederungen, 1889 Nebengebäude mit Satteldach und ehemalige Hofdurchfahrt, ehemalige Remise mit Blockbau-Traidkasten im Obergeschoss, erste Hälfte 19. Jahrhundert, Ständerbau später im Erdgeschoss ausgemauert                                     | D-2-74-114-18 Wikidata | BW   |

## Ehemalige Baudenkmäler
In diesem Abschnitt sind Objekte aufgeführt, die früher einmal in der Denkmalliste eingetragen waren, jetzt aber nicht mehr. Objekte, die in anderem Zusammenhang also z. B. als Teil eines Baudenkmals weiter eingetragen sind, sollen hier nicht aufgeführt werden. Aktennummern in diesem Abschnitt sind ehemalige, jetzt nicht mehr gültige Aktennummern.

| Lage                                        | Objekt                                                   | Beschreibung                                                              | Akten-Nr.              | Bild                          |
| ------------------------------------------- | -------------------------------------------------------- | ------------------------------------------------------------------------- | ---------------------- | ----------------------------- |
| Altfraunhofen Wambacher Straße 6 (Standort) | Ökonomiegebäude des Pfarrhofs                            | Lang gestreckter eingeschossiger Bau mit Krüppelwalmdach, 18. Jahrhundert | D-2-74-114-19 Wikidata | Ökonomiegebäude des Pfarrhofs |
| Aufham Haus Nr. 2 (Standort)                | Zugehöriger Bundwerkstadel                               | Mit Ständerbohlenwänden, 19. Jahrhundert                                  | D-2-74-114-7 Wikidata  | BW                            |
| Oberheldenberg Haus Nr. 1 (Standort)        | Zugehöriger Blockbaustadel                               | Erste Hälfte 18. Jahrhundert                                              | D-2-74-114-13 Wikidata | BW                            |
| Reifersberg Haus Nr. 3 (Standort)           | Zugehöriger stattlicher Blockbaustadel                   | (Südflügel), 19. Jahrhundert                                              | D-2-74-114-15 Wikidata | BW                            |
| Walzenöd Walzenöd 1 (Standort)              | Erhaltene Teile des zugehörigen Traidkastens und Scheune | Ziegelbau mit Satteldach und Ständerriegelwänden, 19. Jahrhundert         | D-2-74-114-16 Wikidata | BW                            |